# Midnattssol
För andra betydelser, se Midnattssol (olika betydelser).
Midnattssol eller polardag kallas det fenomen då solen under ett dygn aldrig befinner sig helt under horisonten. Under polardagen är solen synlig även vid midnatt.
Midnattssol inträffar norr om norra polcirkeln och söder om södra polcirkeln, under respektive sommarhalvår. Antalet dagar per år som det är midnattssol ökar ju närmare man kommer Nordpolen, respektive Sydpolen.
Kring sommarsolståndet ("midsommar") kan midnattssolen också iakttas en bit söder om norra polcirkeln på grund av ljusbrytningen i atmosfären och att solen ses som en skiva och inte som en punkt. 
Vid själva polerna går solen endast upp och ner en enda gång varje år, och varje soluppgång eller solnedgång tar ungefär 30 timmar då solen går drygt ett varv runt horisonten. Vid polerna råder ett halvårs polardag (den striktare betydelsen av begreppet polardag), följt av flera veckors skymning, sedan mörker ett halvår och till sist flera veckors gryning innan polardagen återkommer.

## Bildgalleri

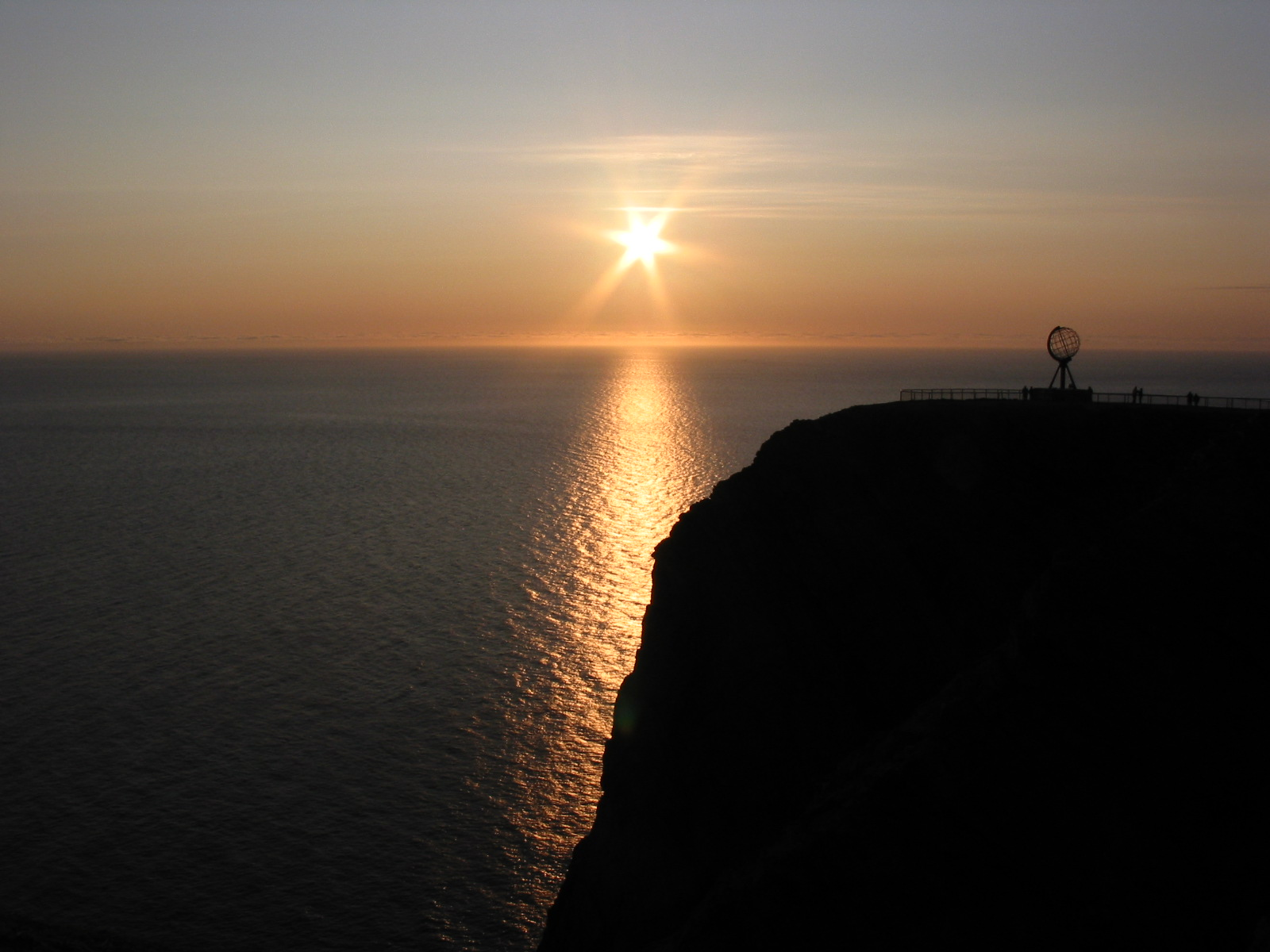
Midnattssol i Nordkap i Norge.
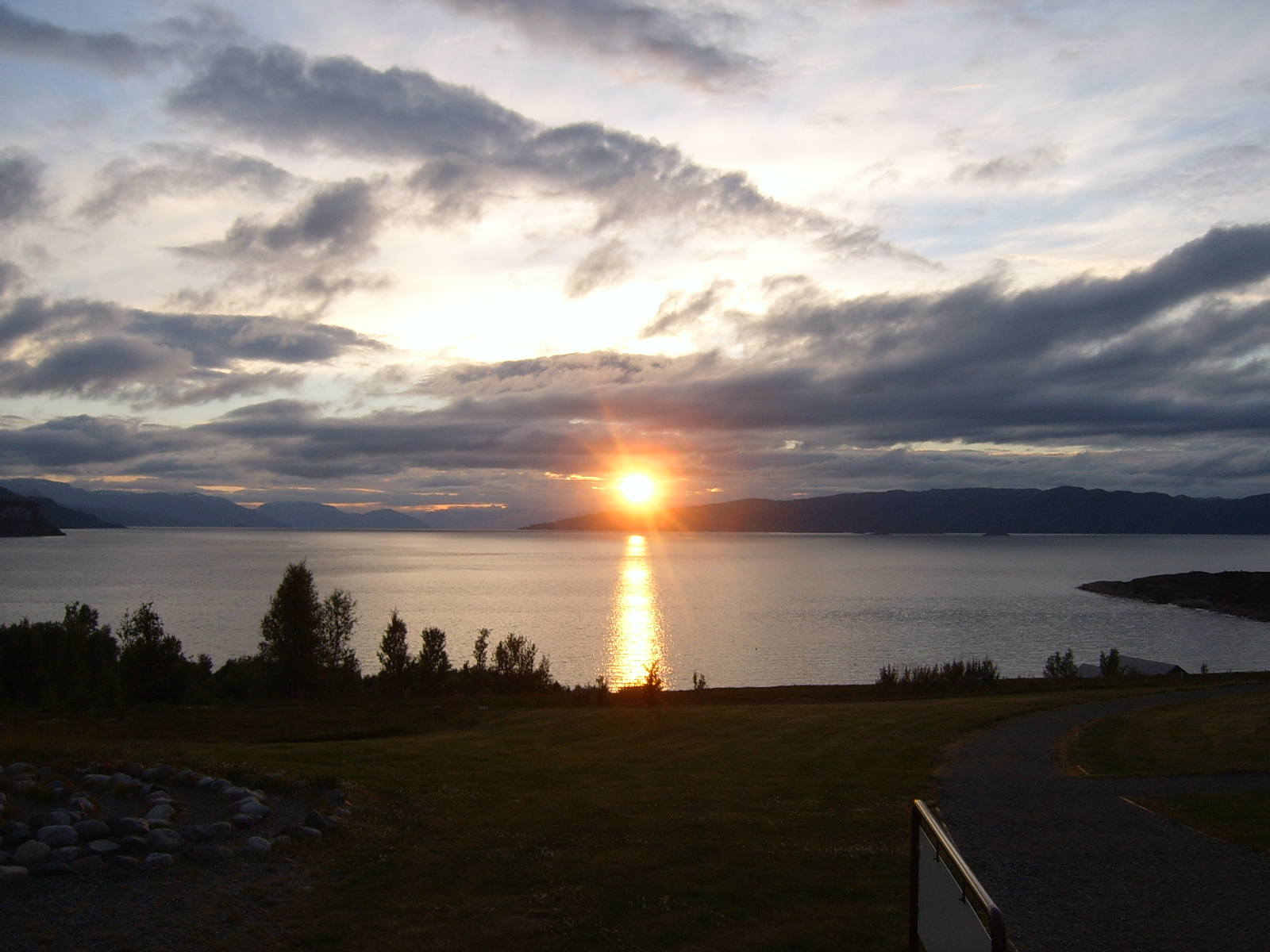
Altafjord i Alta i Norge vid midnattssol.
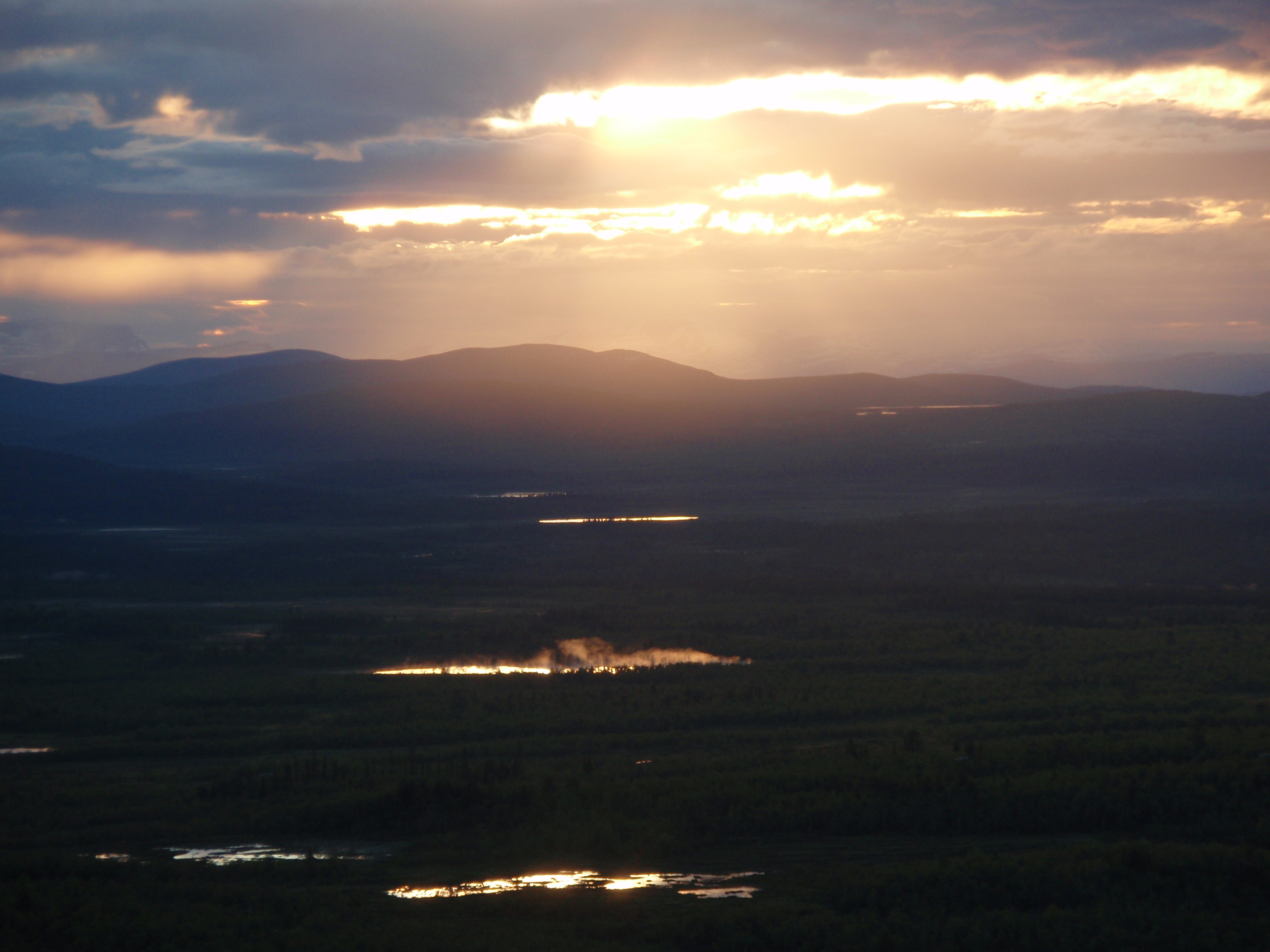
Midnattssol i Kiruna i Sverige.

## Källhänvisningar
1. ↑  "midnattssol". NE.se. Läst 11 oktober 2014.
2. ↑  "polardag". NE.se. Läst 11 oktober 2014.